# Guillac (Gironde)
Pour les articles homonymes, voir Guillac.
Guillac est une commune du Sud-Ouest de la France, située dans le département de la Gironde, en région Nouvelle-Aquitaine.

## Géographie

### Localisation
Commune située dans l'Entre-deux-Mers, posée à 12 km au sud de Libourne sur un terrain légèrement vallonné au milieu des vignes, traversée en son centre par les départementales D 122 sur l'axe nord-sud, et D 128 sur l'axe est-ouest.

### Communes limitrophes
Les communes limitrophes sont Lugaignac au nord-est, Naujan-et-Postiac au sud-est, Daignac au sud-ouest et Grézillac au nord-ouest.
| Grézillac |         | Lugaignac         |
|           | Guillac |                   |
| Daignac   |         | Naujan-et-Postiac |

### Climat
Pour des articles plus généraux, voir Climat de la Nouvelle-Aquitaine et Climat de la Gironde.
Historiquement, la commune est exposée à un climat océanique aquitain.  
En 2020, Météo-France publie une typologie des climats de la France métropolitaine dans laquelle la commune est exposée à un climat océanique et est dans la région climatique  Aquitaine, Gascogne, caractérisée par une pluviométrie abondante au printemps, modérée en automne, un faible ensoleillement au printemps, un été chaud (19,5 °C), des vents faibles, des brouillards fréquents en automne et en hiver et des orages fréquents en été (15 à 20 jours).
Pour la période 1971-2000, la température annuelle moyenne est de 12,8 °C, avec une amplitude thermique annuelle de 14,6 °C. Le cumul annuel moyen de précipitations est de 843 mm, avec 11,8 jours de précipitations en janvier et 6,6 jours en juillet. Pour la période 1991-2020, la température moyenne annuelle observée sur la station météorologique la plus proche, située sur la commune de Saint-Émilion à 11 km à vol d'oiseau, est de 13,9 °C et le cumul annuel moyen de précipitations est de 798,1 mm,. Pour l'avenir, les paramètres climatiques de la commune estimés pour 2050 selon différents scénarios d’émission de gaz à effet de serre sont consultables sur un site dédié publié par Météo-France en novembre 2022.

## Urbanisme

### Typologie
Au 1er janvier 2024, Guillac est catégorisée commune rurale à habitat dispersé, selon la nouvelle grille communale de densité à sept niveaux définie par l'Insee en 2022.
Elle est située hors unité urbaine. Par ailleurs la commune fait partie de l'aire d'attraction de Bordeaux, dont elle est une commune de la couronne,. Cette aire, qui regroupe 275 communes, est catégorisée dans les aires de 700 000 habitants ou plus (hors Paris),.

### Risques majeurs
Le territoire de la commune de Guillac est vulnérable à différents aléas naturels : météorologiques (tempête, orage, neige, grand froid, canicule ou sécheresse), inondations, mouvements de terrains et séisme (sismicité faible). Un site publié par le BRGM permet d'évaluer simplement et rapidement les risques d'un bien localisé soit par son adresse soit par le numéro de sa parcelle.
La commune a été reconnue en état de catastrophe naturelle au titre des dommages causés par les inondations et coulées de boue survenues en 1982, 1999, 2009 et 2013,.
Les mouvements de terrains susceptibles de se produire sur la commune sont des affaissements et effondrements liés aux cavités souterraines (hors mines). Par ailleurs, afin de mieux appréhender le risque d’affaissement de terrain, l'inventaire national des cavités souterraines permet de localiser celles situées sur la commune.

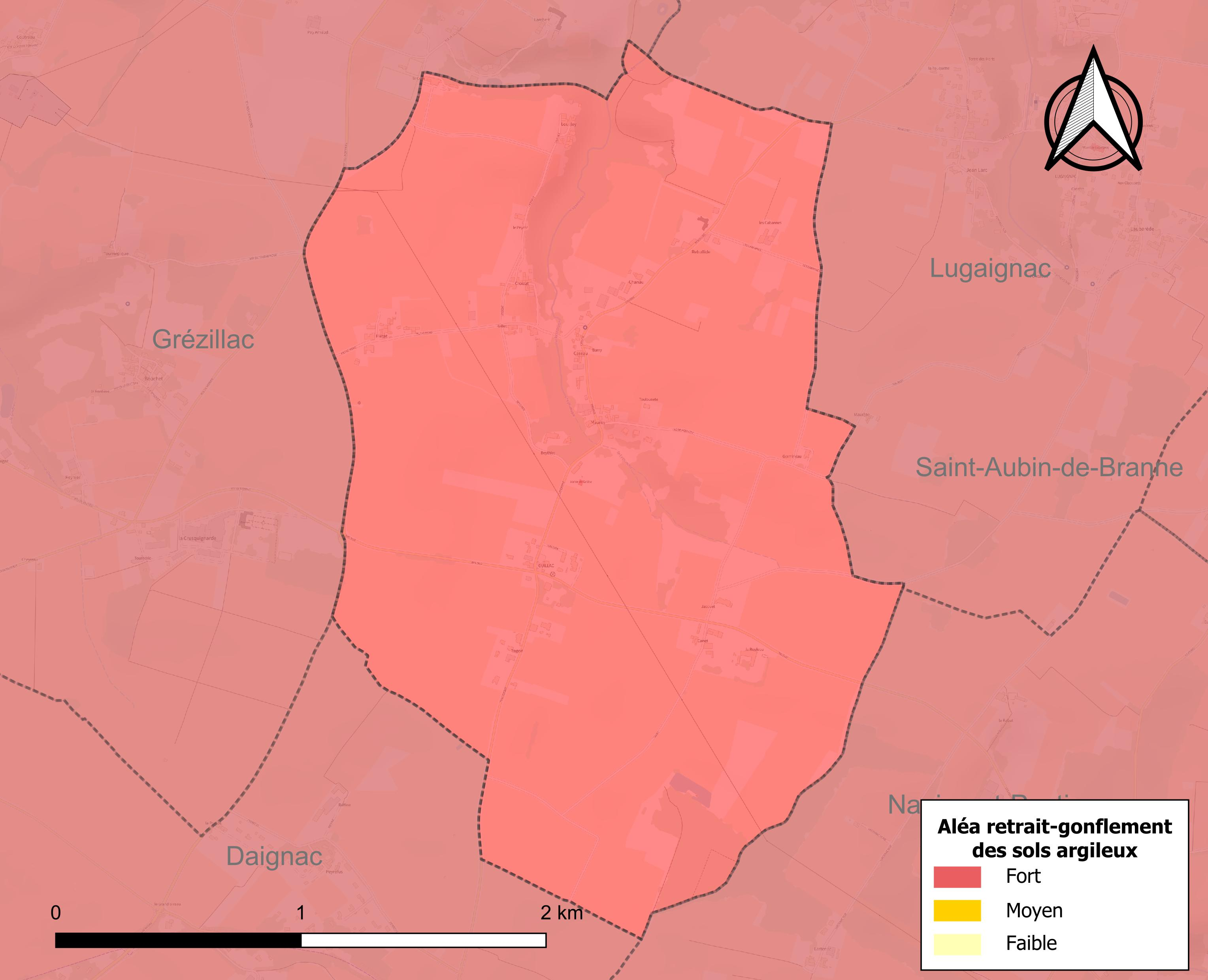
Carte des zones d'aléa retrait-gonflement des sols argileux de Guillac.

Le retrait-gonflement des sols argileux est susceptible d'engendrer des dommages importants aux bâtiments en cas d’alternance de périodes de sécheresse et de pluie. La totalité de la commune est en aléa moyen ou fort (67,4 % au niveau départemental et 48,5 % au niveau national). Sur les 85 bâtiments dénombrés sur la commune en 2019, 85 sont en aléa moyen ou fort, soit 100 %, à comparer aux 84 % au niveau départemental et 54 % au niveau national. Une cartographie de l'exposition du territoire national au retrait gonflement des sols argileux est disponible sur le site du BRGM,.
Par ailleurs, afin de mieux appréhender le risque d’affaissement de terrain, l'inventaire national des cavités souterraines permet de localiser celles situées sur la commune.
Concernant les mouvements de terrains, la commune a été reconnue en état de catastrophe naturelle au titre des dommages causés par des mouvements de terrain en 1999.

## Toponymie
le nom de la localité est attesté sous l'ancienne forme occitane Agulhac au XIIIe siècle.
Le nom de la commune procède de l'anthroponyme latin Aculius, suivi du suffixe -acum, d'origine gauloise, marquant le lieu et la propriété, il a régulièrement abouti à la terminaison -ac en Gironde.
En gascon, le nom de la commune est Guilhac.
La ressemblance avec Guillac (Morbihan, Giliac 834 / 851) est fortuite.

## Histoire
Au Moyen Âge, Guillac est sous contrôle de l'abbaye de la Sauve-Majeure, qui y fait édifier un prieuré. La guerre de Cent Ans décimera la population qui, en dépit du redémarrage de l'activité viticole, restera d'effectif modeste.
À la Révolution, la paroisse Saint-Seurin de Guillac forme la commune de Guillac.

## Politique et administration

### Liste des maires
| Période                                  | Période  | Identité          | Étiquette | Qualité     |
| ---------------------------------------- | -------- | ----------------- | --------- | ----------- |
| mars 1989                                | 2001     | Pierre Barreau    |           |             |
| mars 2001                                | 2008     | Michel Villeneuve |           |             |
| mars 2008                                | En cours | Jacky Fromentier  |           | Agriculteur |
| Les données manquantes sont à compléter. |          |                   |           |             |

### Jumelages
Tard (Hongrie) depuis 2005

## Démographie
Les habitants sont appelés les Guillacais.
| 1793 | 1800 | 1806 | 1821 | 1831 | 1836 | 1841 | 1846 | 1851 |
| ---- | ---- | ---- | ---- | ---- | ---- | ---- | ---- | ---- |
| 303  | 265  | 269  | 234  | 243  | 249  | 245  | 251  | 265  |

| 1856 | 1861 | 1866 | 1872 | 1876 | 1881 | 1886 | 1891 | 1896 |
| ---- | ---- | ---- | ---- | ---- | ---- | ---- | ---- | ---- |
| 265  | 257  | 247  | 232  | 214  | 199  | 184  | 181  | 211  |

| 1901 | 1906 | 1911 | 1921 | 1926 | 1931 | 1936 | 1946 | 1954 |
| ---- | ---- | ---- | ---- | ---- | ---- | ---- | ---- | ---- |
| 213  | 208  | 195  | 212  | 211  | 236  | 214  | 212  | 219  |

| 1962 | 1968 | 1975 | 1982 | 1990 | 1999 | 2006 | 2007 | 2012 |
| ---- | ---- | ---- | ---- | ---- | ---- | ---- | ---- | ---- |
| 219  | 207  | 167  | 154  | 150  | 157  | 179  | 183  | 178  |

| 2017 | 2022 | - | - | - | - | - | - | - |
| ---- | ---- | - | - | - | - | - | - | - |
| 163  | 173  | - | - | - | - | - | - | - |

## Économie
Essentiellement viticole, l'économie locale produit des vins d'appellation contrôlée entre-deux-mers et bordeaux-supérieur.

## Culture locale et patrimoine

### Lieux et monuments
- Château de Rébullide

Daté du XIVe siècle, du moins pour sa grande tour principale, le château comporte des éléments du XVe siècle, comme les fenêtres à meneaux.
- Église Saint-Seurin de Guillac

Fondée au XIe siècle, l'église, de type roman, est dotée d'une abside semi-circulaire à voûte, puis à partir de 1735 d'un clocher plat. Son portail héberge une Vierge du XVIe siècle. La seule reste de l'époque romane est un modillon (homme ithyphallique, tirant ses commissures) qui a été remployé sur la façade sud de l'église.
- La croix torsadée du cimetière et sa Vierge date du XVIe siècle.

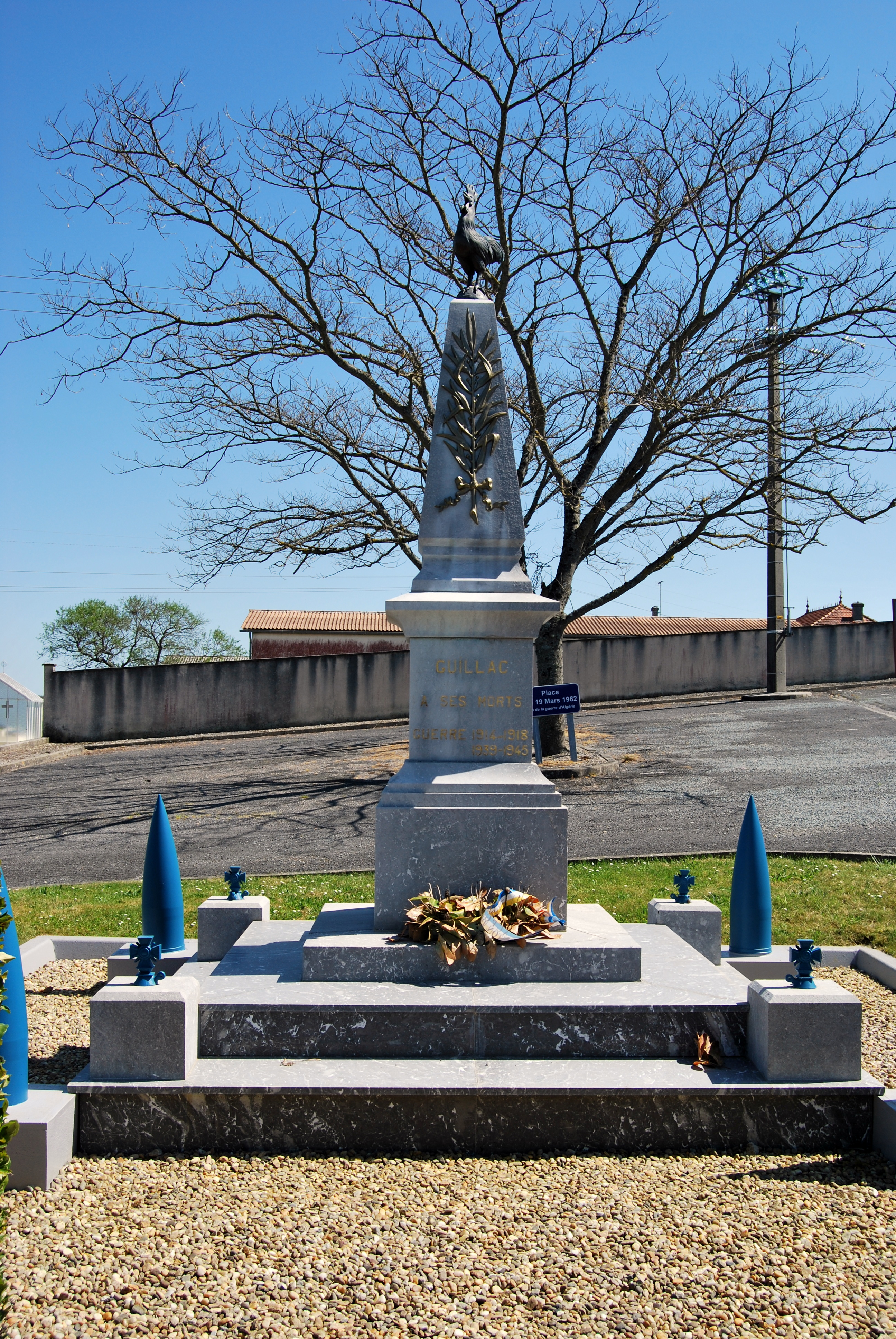
Monument aux morts.
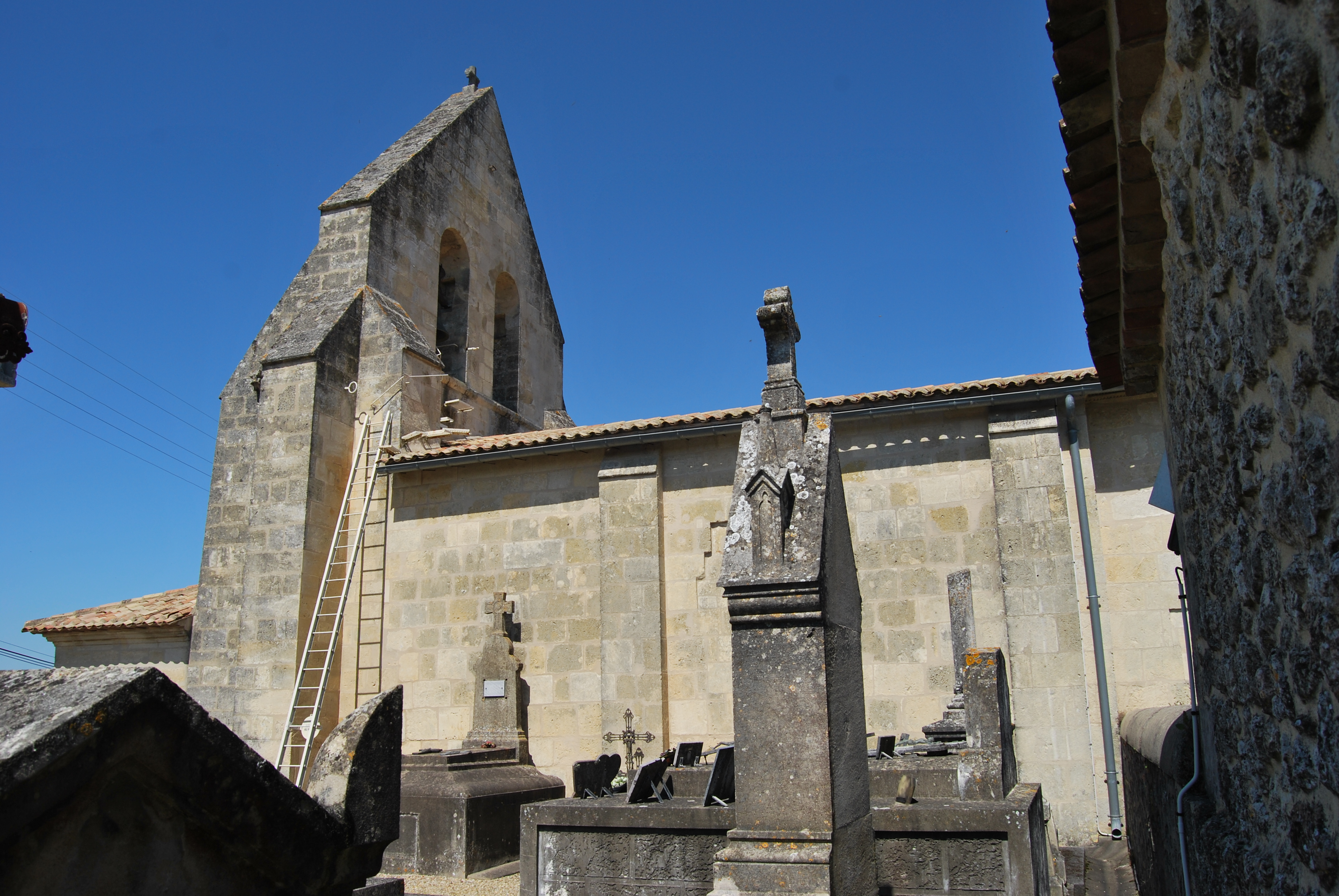
Église Saint-Seurin.
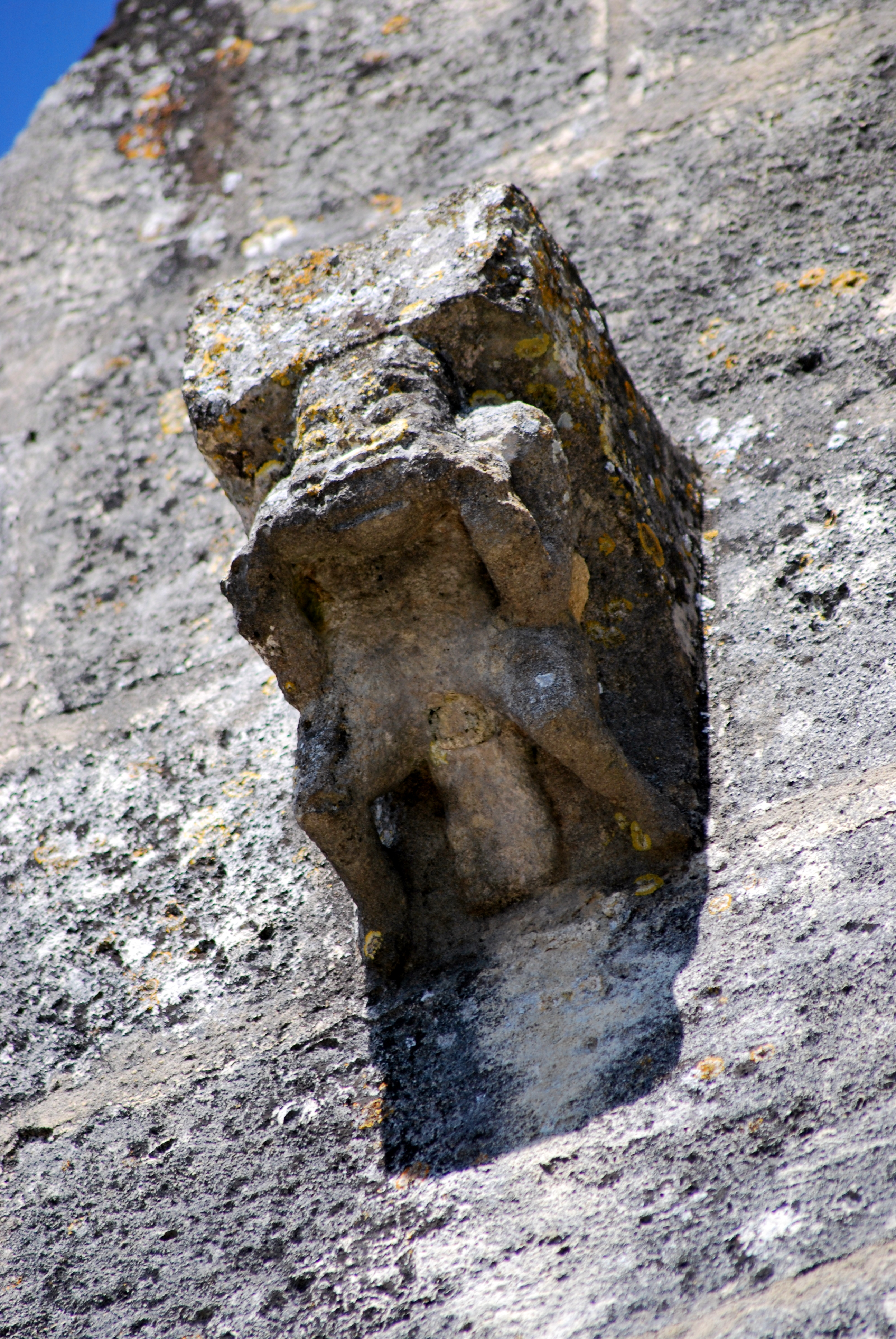
Modillon roman.
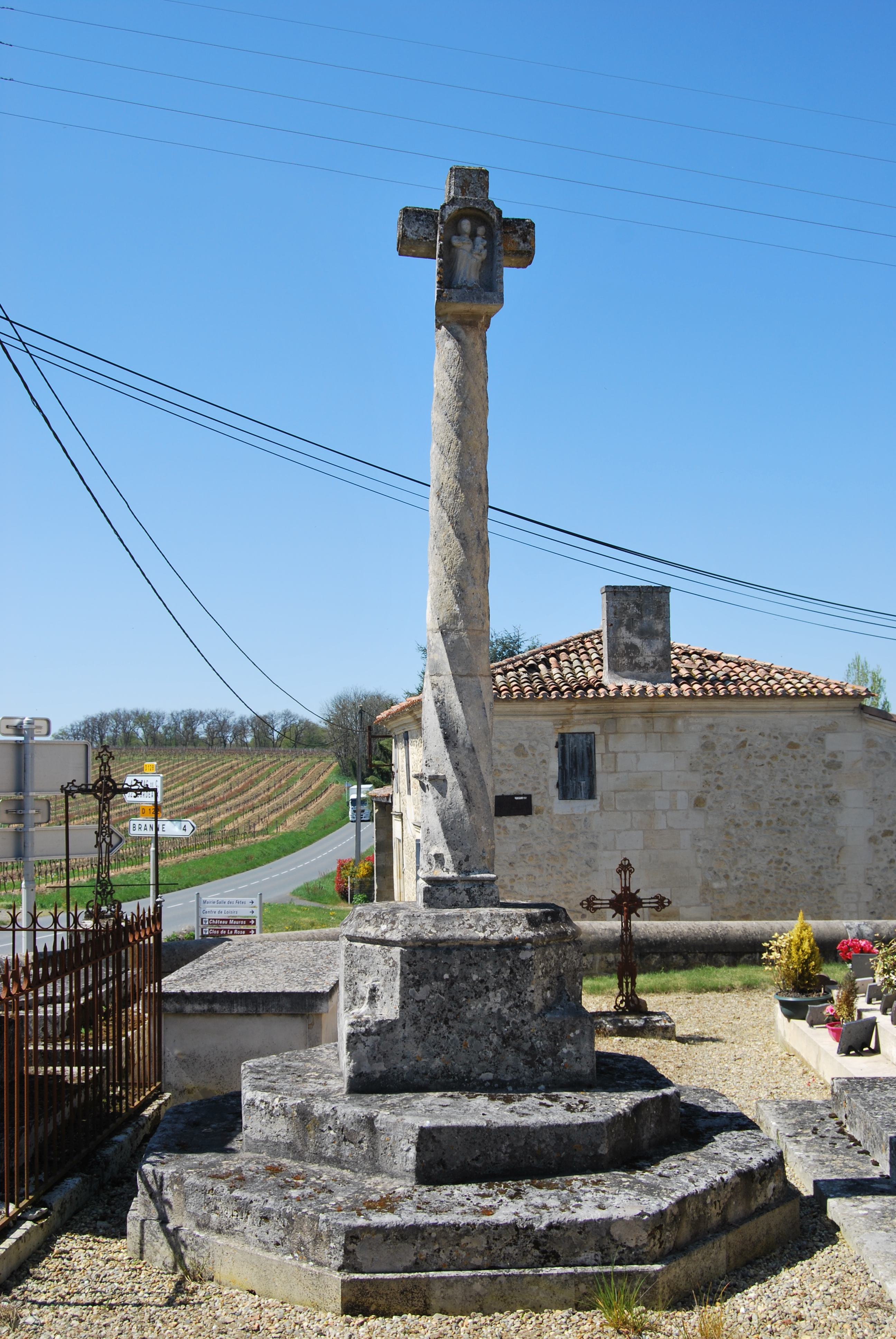
Croix de cimetière (XVIe siècle).
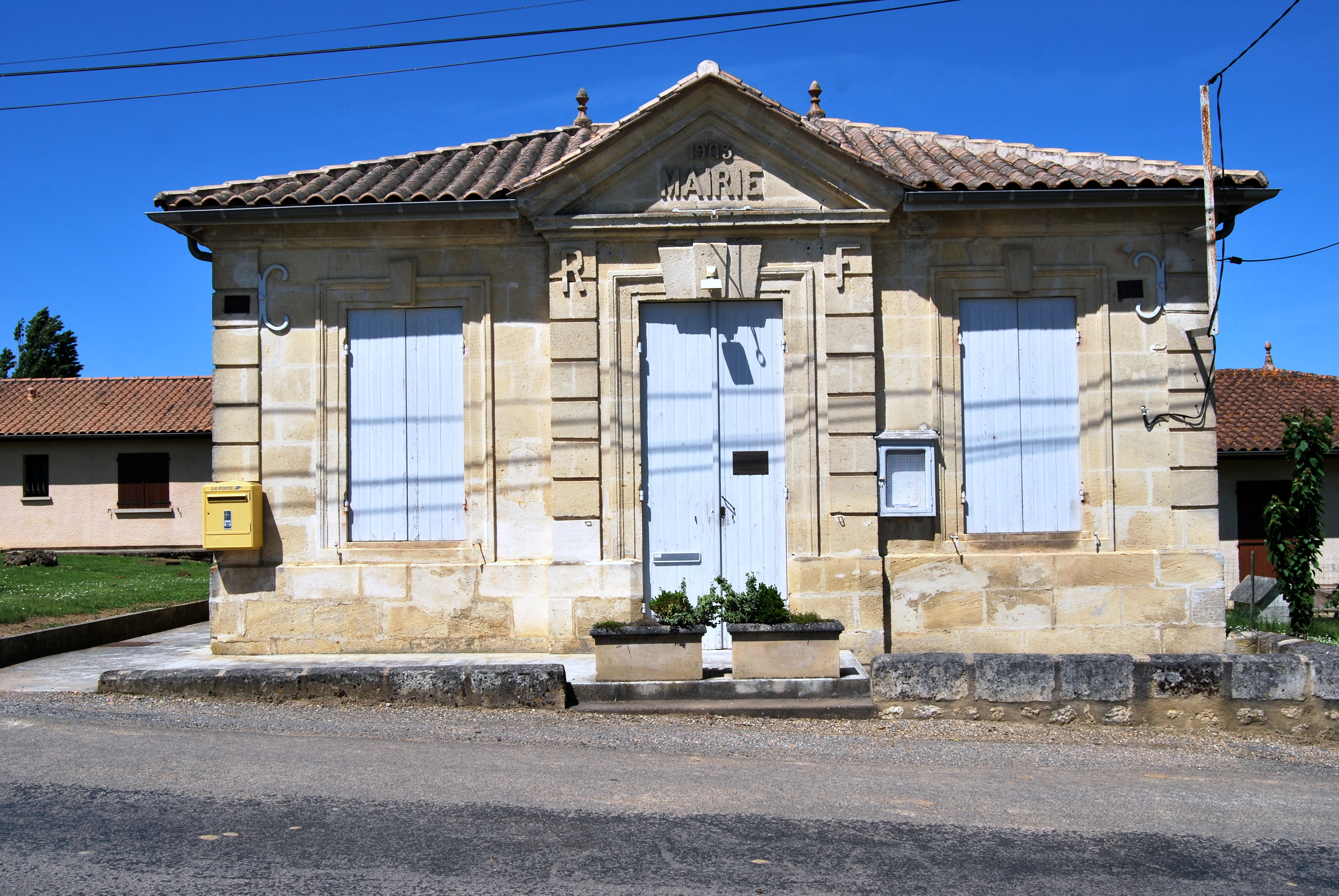
Ancienne mairie.

### Héraldique
| Blason de Guillac | « De gueules au lion d'or surmonté à senestre d'un croissant du même ; chapé cousu d'azur chargé, à dextre, d'un pampre de vigne feuillé d'or et fruité d'une pièce de gueules et, à senestre d'une vierge à l'enfant d'or. » |